# Brix
Brix – miejscowość i gmina we Francji, w regionie Normandia, w departamencie Manche.
Według danych na rok 1990 gminę zamieszkiwało 1828 osób, a gęstość zaludnienia wynosiła 57 osób/km² (wśród 1815 gmin Dolnej Normandii Brix plasuje się na 106. miejscu pod względem liczby ludności, natomiast pod względem powierzchni na miejscu 30.).